# Dejan Georgievski
Dejan Georgievski (makedonska: Дејан Георгиевски), född 8 maj 1999, är en makedonsk taekwondoutövare. 

## Karriär
Vid olympiska sommarspelen 2020 i Tokyo tog Georgievski silver i +80 kg-klassen efter en finalförlust mot ryske Vladislav Larin.
I juni 2023 vid europeiska spelen i Kraków-Małopolska tog Georgievski silver i +87 kg-klassen efter en finalförlust mot brittiske Caden Cunningham.